# Division criminelle
Division criminelle (SOKO Köln) est une série télévisée policière allemande, diffusée depuis le 22 octobre 2003 sur ZDF.
En France, elle est diffusée depuis le 23 décembre 2004 sur France 2 puis sur RTL9. Elle reste inédite dans les autres pays francophones. Seules les cinq premières saisons ont été doublées en français.
Il s'agit de la quatrième série dérivée de Soko brigade des stups (SOKO München, lancée en 1978 sous le titre de SOKO 5113. "SOKO" est une abréviation du mot allemand Sonderkommission, qui signifie « équipe spéciale d'enquête».

## Synopsis
Les enquêtes de la brigade criminelle de Cologne. Les commissaires Alexandra Gebhardt et Frank Hansen, au sein d'une équipe qui comporte aussi Daniela Fiori, Tobias Berger et Vanessa Haas, luttent contre le crime.

## Distribution

### Actuels
- Kerstin Landsmann (de) : Vanessa Haas
- Pierre Besson (de) : Matti Wagner (depuis 2011)
- Lukas Piloty (de) : Jonas Fischer (depuis 2012)
- Tatjana Kästel : Lily Funke (depuis 2016)
- Stephen Appleton (de) : Dr Adam Makena (depuis 2023)
- Aylin Ravanyar (de) : Amira Mahdi (depuis 2024)

### Anciens
- Sonja Baum : Helena Jung (2020-2023)
- Jasmin Gerat : Jale Beck (2005-2007)
- Sissy Höfferer (VFB : Colette Sodoyez) : Karin Reuter (2008-2015)
- Mike Hoffmann (de) : Tobias Berger / Tobi (VF) (2003-2007)
- Lilia Lehner (de) : Julia Marshall (2008-2013)
- Julia Malik : Carla Schumann (2005-2005)
- Christina Plate (de) : Nina Jacobs (2015-2016)
- Gundula Rapsch (de) : Alexandra Gebhardt (2003-2007)
- Jophi Ries : Frank Hansen (2003-2011)
- Clelia Sarto (de) : Daniela Fiori (2003-2004)
- Anne Schäfer (de) : Sophia Mückerberg (2013-2016)
- Diana Staehly (de) : Anna Maiwald (2016-2020)
- Steve Windolf : Daniel Winter (2008-2012)

## Autour de la série
Frank Hansen (présent de la saison 1 à la saison 8) incarné par Jophi Ries possède une voiture de collection, une Citroën DS  bleue immatriculée K-HN 1704, qui précède celle de Simon Baker dans Mentalist en 2008. C'est aussi un  hommage à la Peugeot 403 de la série Columbo.
Dans le pilote de la série, l'équipe est constituée de Gundula Rapsch, Jophi Ries, Cliela Sarto, Mike Hoffmann (de) et Kerstin Landsmann.
Gundula Rapsch est décédée le 14 décembre 2011 d'un cancer du poumon à 48 ans après avoir joué dans les quatre premières saisons de la série.